# الديسة (الشحر)

'

تعديل مصدري - تعديل

الديسة هي إحدى قرى عزلة الشحر بمديرية الشحر التابعة لمحافظة حضرموت، بلغ تعداد سكانها 296 نسمة حسب تعداد اليمن لعام 2004.